# Årdala socken
Årdala socken i Södermanland ingick i Villåttinge härad och området ingår sedan 1971 i Flens kommun och motsvarar från 2016 Årdala distrikt.
Socknens areal är 73,11 kvadratkilometer, varav 58,13 land. År 2000 fanns här 287 invånare. Vibyholms slott samt sockenkyrkan Årdala kyrka ligger i socknen.  

## Administrativ historik
Årdala socken har medeltida ursprung. 
Vid kommunreformen 1862 övergick socknens ansvar för de kyrkliga frågorna till Årdala församling och för de borgerliga frågorna till Årdala landskommun. Landskommunen inkorporerades 1952 i Sparreholms landskommun som 1965 uppgick i Flens stad som 1971 ombildades till Flens kommun. Församlingen uppgick 2010 i Bettna församling.
1 januari 2016 inrättades distriktet Årdala, med samma omfattning som församlingen hade 1999/2000.  
Socknen har tillhört län, fögderier, tingslag och domsagor enligt vad som beskrivs i artikeln Villåttinge härad.  De indelta soldaterna tillhörde Södermanlands regemente, Nyköpings kompani och Livregementets grenadjärkår, Södermanlands kompani.

## Geografi
Årdala socken ligger öster om Flen och med Båven i öster och norr, Långhalsen i sydväst och Uren i nordost. Socknen är en sjörik och starkt kuperad skogsbygd med odlingsbygd vid sjöarna.

### Större gårdar och byar
- Vibyholm. Det ursprungliga namnet var Viby efter en bondby vid Båvens strand. Huvudgården flyttades ut i slutet av 1500-talet till en liten holme i Båven och blev medelpunkt för ett fögderi. Det slott som nu finns på ön byggdes 1622-1626 för dåvarande änkedrottning Kristina. Slottet byggdes om 1736 sedan det kommit den grevliga ätten Bondes ägo.
- Stäringe var vid 1500-talets slut en bondby om 14 mantal. Efter en vådeld i början av 1600-talet skapades ett säteri, under vilket alla frälsehemman i socknen lydde. Manbyggnaden var från början byggd i trä. De nuvarande byggnaderna uppfördes 1839.
- Njushammar. En by belägen vid Båven i församlingens norra ände. Var på 1600-talet en del av Nils Bielkes till Geddeholms domäner.
- Gnesund omnämns i ett köpebrev 1380 och kallas då Gnidesund, beläget strax öster om Njushammar.
- Sibro by uppodlades som torp 1583 och hette då Sidebronäs. 1619 har namnet ändrats till Sibro ö och bestod då av ett helt hemman.
- Sannerby ligger vid sjön Urens östra strand.
- Tuvekärr bestod förr av två gårdar, östra och västra Tuvekärr. De båda gårdarna slogs samman i början av 1800-talet, husen revs och en ny huvudbyggnad uppfördes strax norr om den östra gården.

## Fornlämningar

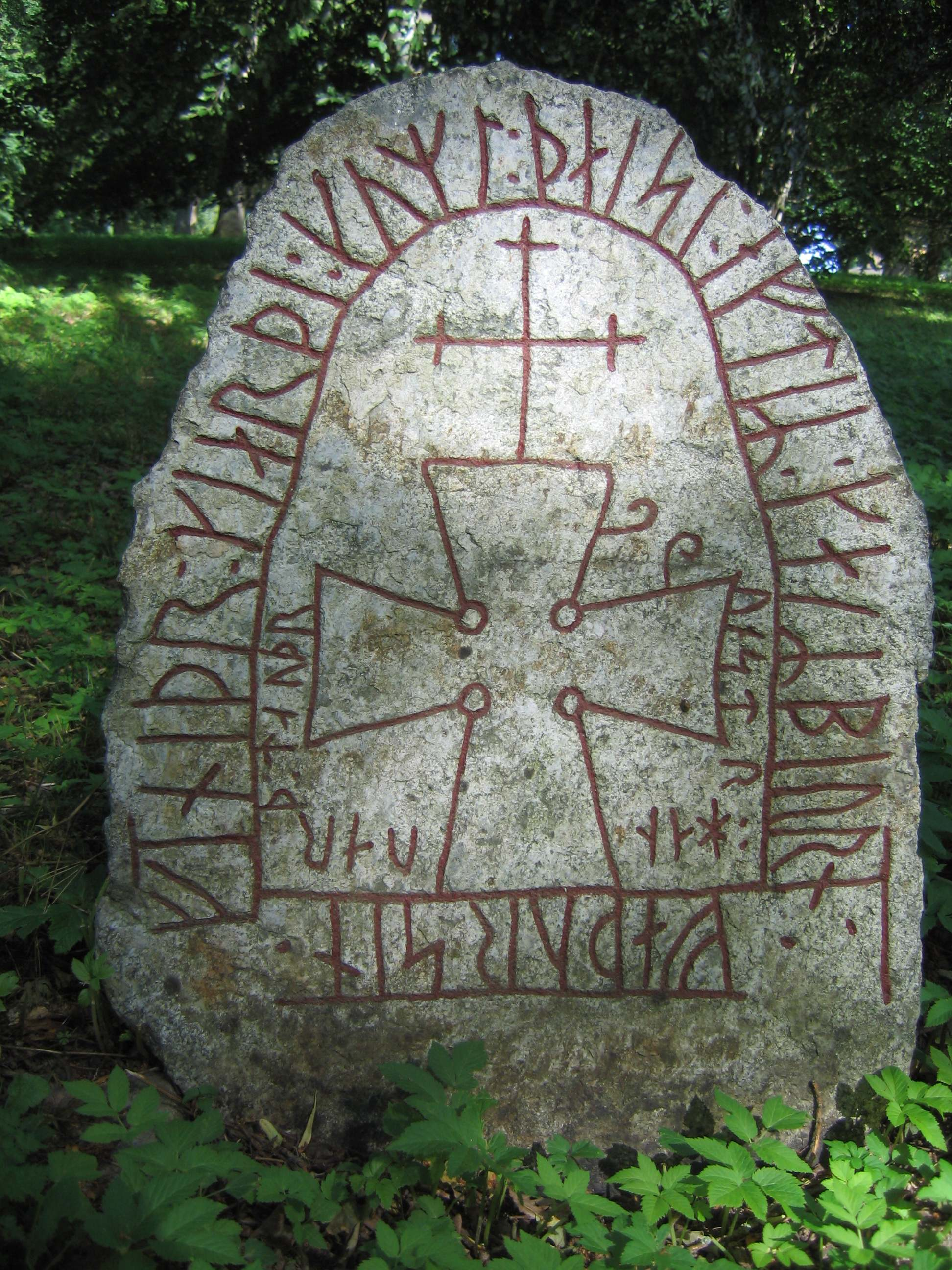
Runstenen Sö 319 vid Stäringe.

Från bronsåldern finns nära 200 gravrösen. Från järnåldern finns 28 gravfält och tre fornborgar. Två runristningar har påträffats som idag pryder Stäringes park:  Sö 319 och  Sö 320.

## Namnet
Namnet (1314 Ardalum) kommer från kyrkbyn. Förleden kan innehålla ari, 'örn' men troligare a, 'å', ett vattendrag rinner nedanför kyrkan.